# Андрицкий, Ян
Ян А́ндрицкий (в.-луж. Jan Andricki, 22 октября 1880 года, деревня Панчицы, Лужица, Германия — 14 октября 1955 года, Радвор, Лужица, Германская Демократическая Республика) — серболужицкий педагог, дирижёр, публицист и общественный деятель.

## Биография
Родился 22 октября 1880 года в крестьянской семье в лужицкой деревне Панчицы, Лужица. Окончил народную школу в родном селе. С 1894 года по 1899 год обучался в католическом педагогическом училище в Будишине. В 1898 году вступил в серболужицкую культурно-просветительскую организацию «Матица сербская». После получения педагогического образования был помощником учителя и с 1900 года по 1908 год — учителем в Радворе. Будучи учителем, сотрудничал в 1904 году с лужицким культурным обществом «Meja» в постановке драмы «Na hrodźišću» Якуба Барта-Чишинского, за что был удостоен награды. Получил почётную грамоту от серболужицкой культурно-просветительской организации «Матица сербская» за организацию сбора денежных пожертвований для строительства Сербского дома в Будишине. Писал статьи в газете «Serbske Nowiny» и журнале «Katolski Posoł».
С 1908 года был директором серболужицкой школы в Радворе. В 1937 году нацистский режим запретил ему заниматься преподавательской деятельностью, после чего стал работать дирижёром церковного хора. После войны продолжил учительствовать в Радворе.
В 1949 году вышел на пенсию. Скончался 14 октября 1955 года в Радворе.
Младший брат Миклауша Андрицкого и отец католического блаженного Алоиза Андрицкого.